# Kenkateye
Kenkateye (Quencatage, Kénkateye, Kéncateye, Kenkateie) /Khen-katêyê: mountain people,/ jedno od tri plemena američkih Indijanaca iz skupine Canela, porodica Gé, koje je obitavalo na području brazilske države Maranhão u planinama Serra das Alpercatas. 
Rana populacija iznosila je oko 300 u kasnom 18. stoljeću. godine 1910. bilo ih je 250., a uništili su ih 1913. brazilski rančeri-stočari koji su pobili većinu muškaraca. Kenkateye njih oko 150, su živjeli u selu Chinello. Prema Nimuendajú (1946:30) masakr je bio potpun. William H. Crocker prema iskazima pripadnika plemena Apâniekra i Ramkokamekra nadopunjuje da je u selo ujahalo oko 50 stočara koji su Indijance opili kačasom (cachaça; liker od šećerne trske), nakon čega su pobili oko 50 muškaraca. Žene, djeca i nešto muškaraca izbjeglo je plemenima Apanyekra i Krahó. -Danas se vode kao nestali.